# Museu de la Telecomunicació Vicente Miralles Segarra
El Museu de la Telecomunicació Vicente Miralles Segarra és un museu integrat en la Universitat Politècnica de València, que forma part de l'Àrea de Fons d'Art i Patrimoni de la Universitat. Va ser inaugurat oficialment el 15 de febrer de 2017, i s'ubica a la planta baixa i primera de l'Edifici 4D.

## Història
La idea de disposar d'un museu de telecomunicacions a l'ETSET de la UPV es remunta al 1992, quan amb motiu d'unes jornades, un grup de professors exposa la idea. La primera donació la feu Eduardo Fernández Nieto, qui diposava d'una col·lecció d'antiguitats.
El museu naix de la col·lecció d'objectes de l'escola d'enginyers, que el 2010 sumava un centenar d'items. El 2020 tenia una col·lecció de més de set-cents peces, de les quals un terç s'exposa, repartit en cinc àrees temátiques: telegrafia, telefonia, radiocomunicació, equip audiovisual, instruments de mesura i de recerca científica. El 2015 va rebre el reconeixement de museu per part de la Generalitat Valenciana, i es decideix dedicar el museu amb el nom del primer enginyer de telecomunicació valencià, Vicente Miralles Segarra. Aquell mateix any, es feu una exposició al Museu de les Ciències Príncep Felip de la Ciutat de les Arts i les Ciències.
El 15 de febrer de 2017 es feu un acte d'inauguració oficial, amb la presència de més de 100 persones.

## Col·lecció
La col·lecció recull aspectes vinculats amb el món de la telecomunicació, abastant des dels inicis de les telecomunicacions de base elèctrica i electrònica al segle XIX fins al segle xxi, mitjançant els objectes que ho van fer possible.
Els fons de l'exposició permanent s'exhibeixen en les plantes baixa i primera de l'edifici de la facultat. L'exposició s’ha distribuït per cinc àrees diferents on es mostren les més de 350 peces que s'exhibeixen permanentment, ocupant 26 vitrines el 2020, xifra que ha augmentat fins a les 41 de què es disposa el 2023. L'exhibició de les peces es complementa per diversos documents audiovisuals que expliquen el funcionament i història dels objectes.
De la col·lecció destaquen els 61 cilindres de cera donats per Elena Herrero, i que recullen música del primer segle XX espanyol. Els cilindres foren restaurats i enregistrats digitalment, per tal de preservar-los. També disposen de l'equip d'emissió creat a la dècada del 1930 per a Radio Ontinyent EAJ-30, la trenta emissora de ràdio d'Espanya en antiguitat.

## Galeria
- Documental on s'explica el procés de digitalització de cilindres de fonògraf del museu.
- Audio restaurat d'una de les gravacions de la col·lecció del museu: El Tango de los tientos, interpretat pel Mochuelo.

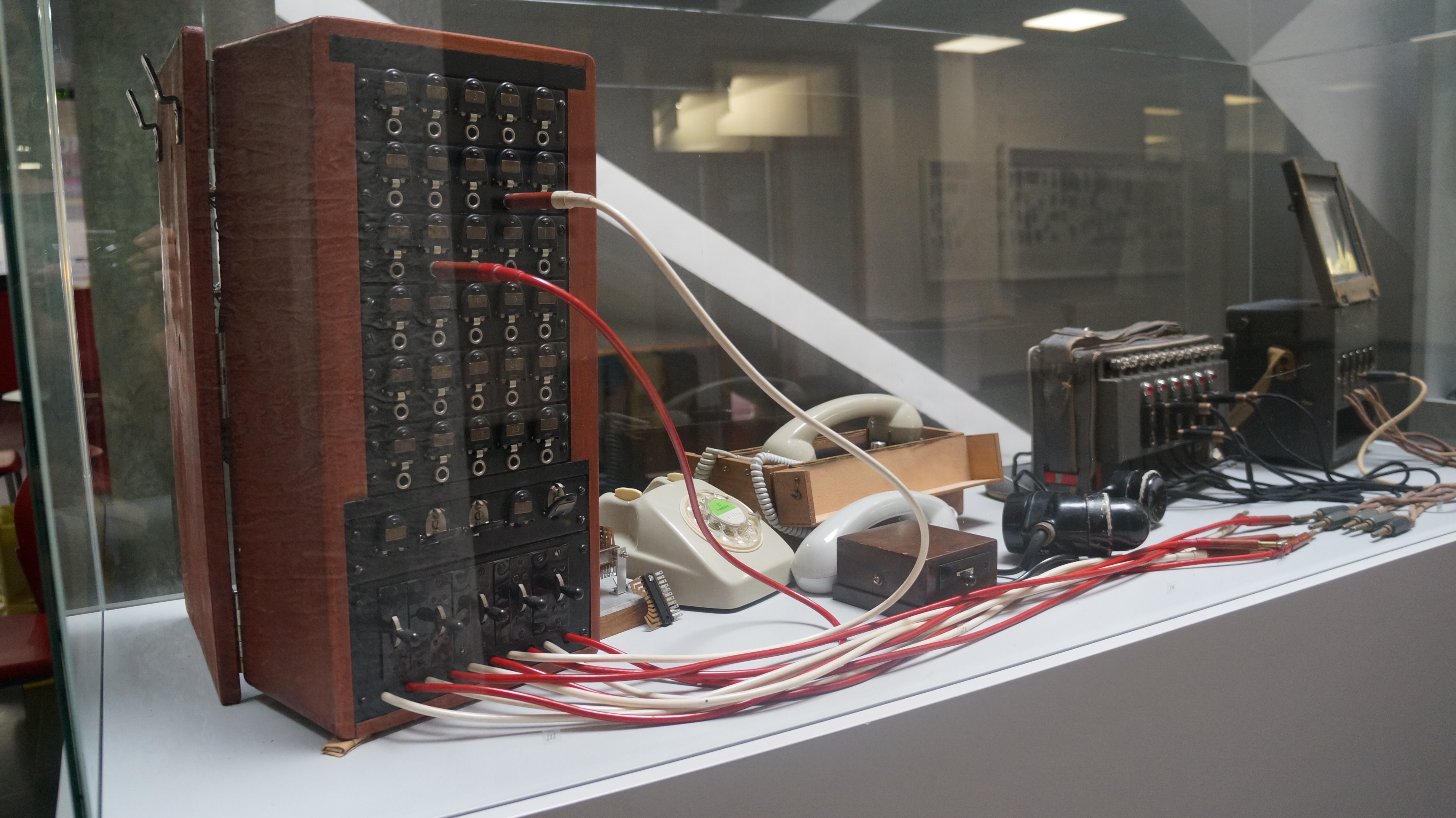
Vitrina amb telèfons.
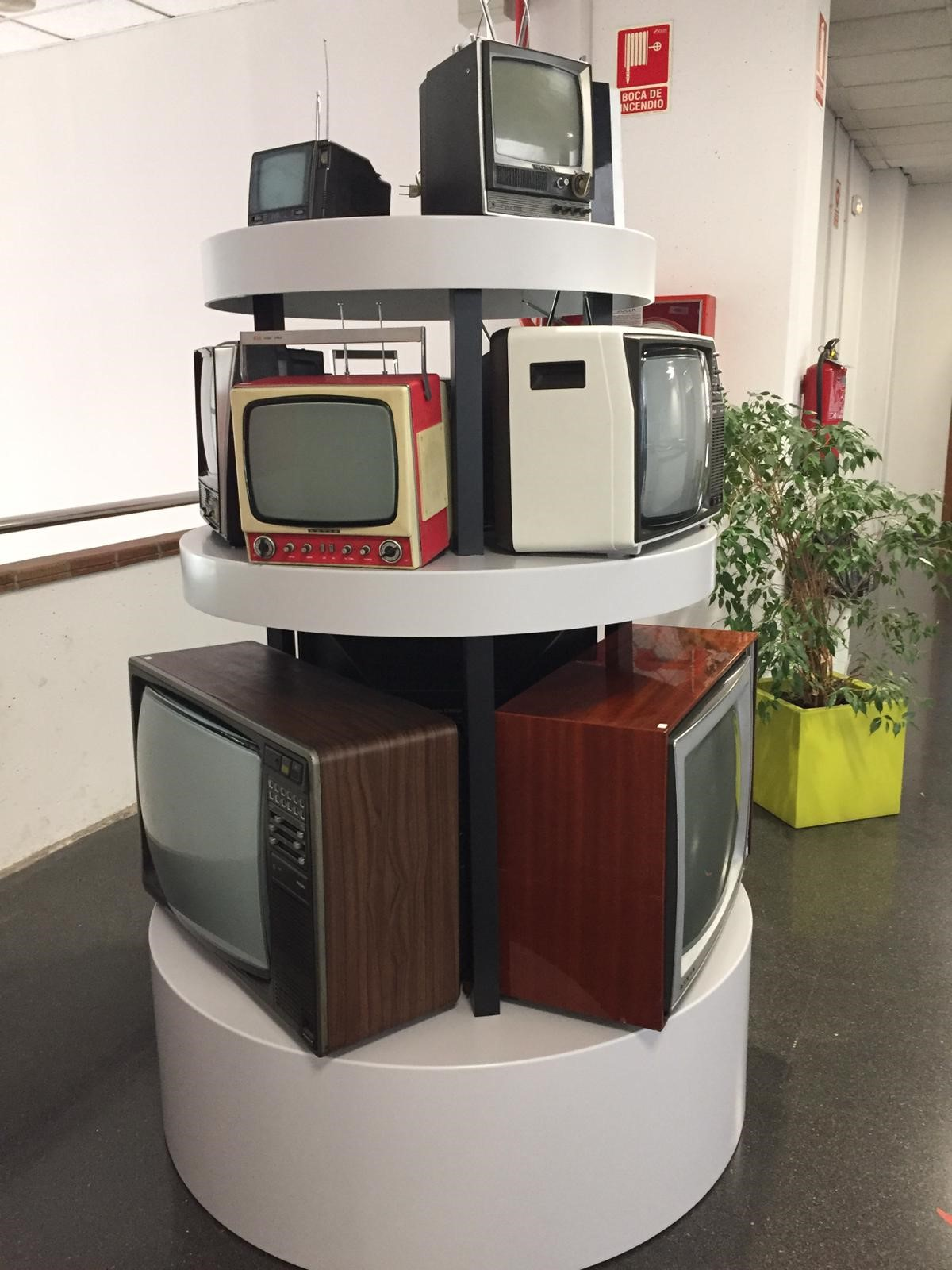
Aparador amb televisors.